# Hana Lounová

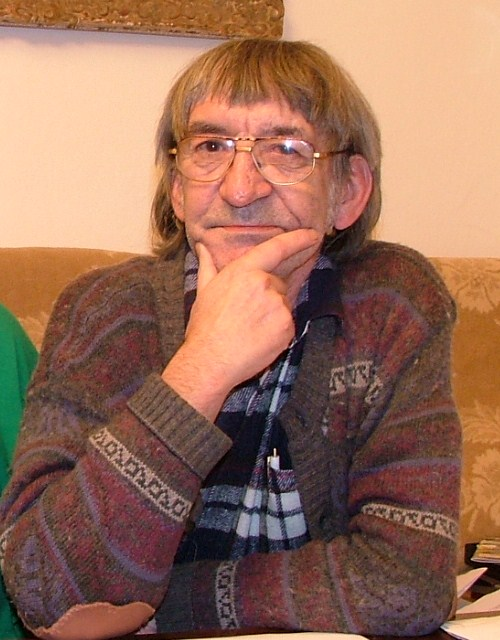
Jeden z jejích textařů – Michal Bukovič

Hana Lounová (* 17. července 1954 Praha) je česká zpěvačka písní ve stylu country. V letech 1989 až 1996 byla členkou dívčí hudební skupiny Schovanky.

## Život

### Rodinné zázemí
Hana Lounová se narodila 17. července 1954 v Praze. O kariéře zpěvačky snila již od útlého dětství. Její rodiče se hudbě profesionálně ani amatérsky nevěnovali, ale její dědeček byl dirigentem. Hana vyrůstala jako jedináček, s rodiči bydlela na pražských Petřinách. Již od svých třinácti let ráda poslouchala jazzovou hudbu a později se pak přes rock a pop dostala až ke country muzice.

### Začátky
Ve svém prvním zaměstnáním se zabývala kancelářskou činností. Jako účetní a „archivářka“ působila po dobu pěti let v maloobchodě s textilem a oděvy v Praze. Zpívat začínala v baru. S poloprofesionální pop-rockovou hudební skupinou Eminence vystoupila poprvé na veřejnosti v roce 1971 a poté se zapojila do několika rockových a jazzových projektů. Hudební skupinu Tonic založila Hana Lounová v roce 1986 a s tímto tělesem natočila v hudebním vydavatelství Supraphon malou vinylovou gramofonovou desku (singl) s písničkou, která se umístila mezi deseti nejúspěšnějšími. Skupina Tonic vystupovala v pořadech Československé televize a její písničky zazněly i na vlnách Československého rozhlasu. Za svoji profesní kariéru nahrála zpěvačka Hana Lounová v Českém rozhlase, České televizi, Supraphonu a Bontonfilmu celkem více než 120 písní. Mnohé z nich vyšly na hudebních nosičích. Část své hudební kariéry spojila Hana Lounová i se skupinou Idefix Band.

### Schovanky, Německo, Francie
Jako sólová zpěvačka zahájila Lounová svoje sedmileté působení u dívčí country kapely Schovanky v roce 1989 a spolu s tímto tělesem procestovala několik západo–evropských zemí. Během jejího působení v této dívčí hudební formaci získaly v roce 1990 Schovanky v Německu ocenění Zlatá kytara, které bylo určeno pro nejúspěšnější dámskou kapelu v Evropě. Hana Lounová si osobně oblíbila ale Francii, kde si po svém odchodu od Schovanek vytvořila určité zázemí, byla tam často zvána a pravidelně tam jezdila i s „pánskými“ kapelami. Často pravidelně vystupuje ve Francii v pořadech francouzského rozhlasu a na televizním kanále FR3. Ve Francii natočila tři televizní pořady a má tam početnou fanouškovskou základnu.

### Sólová dráha
Sólová dráha Hany Lounové se datuje od roku 1995, kdy byla nahrána kompaktní zvuková deska (CD) s názvem Diamant v písku: tentokrát bez Schovanek (ale i s nimi) s její nejznámější písní Čekej na můj Jumbo Jet. Hana Lounová se v každoročně vyhlašované anketě popularity Český slavík pravidelně umisťovala na významných místech – v roce 2001 skončila na 8. místě v kategorii zpěvačka.

### Spolupracovníci a textaři
Na pódiích zpívala společně s řadou zahraničních interpretů a skupin: Nancy Parton, Francesko Napoli, Dave Lee Howard (ten napsal pro Hanu Lounovou dokonce i několik písní), Boney M., Plava trava zaborava, Truck Stop, Savannah, ... Z českých osobností si zazpívala s Karlem Gottem, Evou Olmerovou, Helenou Vondráčkovou, Hanou Zagorovou, Michalem Tučným, Karlem Zichem, Tomášem Klusem, Karlem Černochem, Pavlem Bobkem a dalšími.
Při své hudební a písňové tvorbě dlouhodobě spolupracovala s výraznou osobností české country hudby s Vojtěchem Trykarem („Dydákem“). Texty k písním, které interpretuje, si většinou sama netvoří; písňové texty pro ni psali či píší Olga Trykarová, Wabi Ryvola, Michal Bukovič, Antonín Linhart a jiní textaři. Některé písničky pro ni složili i Jaromír Klempíř nebo Petr Rada.
V současné době (rok 2024) plánuje natočit CD s několika písněmi s texty Olgy Trykarové a v budoucnu se více orientovat na rockovější muziku či na tzv. „jižanské country“. Pokud se nevěnuje svému oboru, patří mezi její záliby zahradničení (převážně pěstování zeleniny).

## Diskografie (výběr)
- 1995 – CD Hana Lounová – Diamant v písku: tentokrát bez Schovanek (ale i s nimi);
- 2016 – CD Hana Lounová – Pár iluzí;
- 2023 – CD Hana Lounová - Duety;